# Аргельская ГЭС
Аргельская ГЭС (Гюмушская ГЭС) — гидроэлектростанция на реке Раздан, вблизи города Чаренцаван, Армения. Входит в состав Севано-Разданского каскада, являясь его третьей ступенью (расположена между Атарбекянской и Арзнинской ГЭС). Самая мощная ГЭС каскада и Армении в целом. Первый гидроагрегат ГЭС пущен в 1953 году.
Аргельская ГЭС, благодаря своей мощности и наличию запасов воды в водохранилище и бассейне суточного регулирования имеет стратегическое значение для армянской энергосистемы, осуществляя регулирование частоты в энергосистеме, а также снятие пиков нагрузок. Кроме того, ГЭС обеспечивает прямое энергоснабжение собственных нужд Армянской АЭС, повышая её надежность. Мощность ГЭС — 224 МВт, проектная среднегодовая выработка — 870 млн.кВт·ч, фактическая в последние годы — 200 млн.кВт·ч.
Конструктивно представляет собой деривационную гидроэлектростанцию с безнапорной деривацией, регулирующим водохранилищем и бассейном суточного регулирования. Состав сооружений ГЭС:
- головной гидроузел;
- безнапорная деривация;
- бассейн суточного регулирования и напорный бассейн;
- напорные турбинные водоводы;
- быстроток холостого сброса;
- здание ГЭС;
- ОРУ.

Головной гидроузел служит для забора воды из реки Раздан в деривацию, состоит из плотины, водосброса и водоприёмника. Плотина каменно-набросная с суглинистым ядром, образует Ахпаринское водохранилище декадного регулирования, с полным объемом 5,6 млн.м³ и полезным объемом 4,1 млн.м³. Водосброс двухъярусный, расположен на левом берегу. Водоприёмник размещен перпендикулярно к водосбросу, имеет три отверстия, служащих для подачи воды в деривацию. Безнапорная деривация общей длиной 18,1 км включает в себя четыре тоннеля общей длинной 11,6 км и три канала общей длиной 6,5 км. В конце деривации имеется шлюз-питатель, из которого вода может поступать как в напорный бассейн, так и в бассейн суточного регулирования ёмкостью 300 тыс.м³. При превышении максимального уровня воды в напорном бассейне и в БСР происходит автоматический сброс воды через клапанные затворы в холостой водосброс (быстроток) длиной 1010 м. Из напорного бассейна вода подаётся в четыре трубопровода средней длиной 840 м каждый. Вход в каждый трубопровод может быть перекрыт плоским затвором, управляемым дистанционно. Здание ГЭС надземное, расположено на левом берегу р. Раздан. В здании ГЭС установлены 4 радиально-осевых гидроагрегата мощностью по 56 МВт, работающих на расчётном напоре 285 м, два из которых производства заводов «ЛМЗ» и «Электросила» (концерн «Силовые машины»), и еще два — шведских фирм KMW и ASEA.
4 мая 1995 года после продолжительных дождей в районе станции произошел оползень, разрушивший холостой водосброс, находившийся на этот момент в работе. Оползень перекрыл русло реки Раздан и привел к затоплению здания станции в течение 10-15 минут мощным селевым потоком (только объём твердых частиц и камней в нем составил около 300 тыс.м³). Сразу после аварии были начаты восстановительные работы, позволившие уже через 5 месяцев запустить первый гидроагрегат. Новый холостой водосброс был построен в 1998—1999 годах. В ходе восстановления станции, были заменены статорные обмотки двух гидрогенераторов. Генератор гидроагрегата со станционным номером 2 был серьёзно повреждён и потребовал замены статора, произведённой в 2005—2006 годах, 15 мая 2006 года состоялся пуск гидроагрегата, в результате чего станция вновь получила возможность работы на полной мощности. Также в 1998—2006 годах была произведена замена устаревших выключателей 110 кВ на элегазовые, а также замена трансформаторов и регуляторов скорости гидроагрегатов.
Собственник станции - ЗАО «Международная энергетическая корпорация», 90 % акций которого принадлежит группе «Ташир». Оборудование ГЭС устарело, требуется его замена и реконструкция.